# Rob Brown (jégkorongozó)
Robert William Brown (Kanada, Ontario, Kingston, 1968, április 10. –) U20-as világbajnok kanadai jégkorongozó.

## Karrier
Komolyabb junior karrierjét az AMHL-es St. Alberts Sabresben kezdte 1982–1983-ban. 61 mérkőzésen 259 pontot szerzett. Ezután egy mérkőzést játszott az AJHL-es St. Alberts Saintsban majd felkerült a WHL-es Kamloops Jr. Oilersben. 1984–1987 között a WHL-es Kamloops Blazersben játszott. Az utolsó szezonjában 63 mérkőzésen 212 pontot szerzett ami máig WHL-es rekord. Az 1986-os NHL-drafton a Pittsburgh Penguins választotta ki a negyedik kör 67. helyén. 1987–1991 között a Penguins játékosa volt. Legjobb idényében 115 pontot szerzett. Az 1990–1991-es szezon közben átkerült a Hartford Whalersbe. Itt összesen 86 mérkőzést játszott mert az 1991–1992-es szezon közben átkerült a Chicago Blackhawksba. A következő szezonban 19 mérkőzést játszott az IHL-es Indianapolis Iceban majd felkerült a Blackhawksba. 1993–1994-ben az IHL-es Kalamazoo Wingsben játszott és 79 mérkőzésen 155 pontot szerzett majd egyetlenegy mérkőzést játszott a Dallas Starsban. A következő idényben az IHL-es Phoenix Roadrunnersben játszott és 69 mérkőzésen 107 pontot szerzett majd játszott két mérkőzésen a Los Angeles Kingsben. 1995–1997 között az IHL-es Chicago Wolvesban szerepelt és legjobb idényében 143 pontot szerzett. 1997–2000 között ismét a Penguinsban játszott. 2000–2003 között az IHL-es majd később AHL-be átkerülő Chicago Wolvesban játszott végül 2003-ban vonult vissza.

## Statisztika
| 1982–1983       | St. Albert Sabres   | AMHL            | 61  | 137 | 122 | 259 | 200 | —  | —  | —  | —  | —  |
| 1983–1984       | St. Albert Saints   | AJHL            | 1   | 0   | 0   | 0   | 0   | —  | —  | —  | —  | —  |
| 1983–1984       | Kamloops Jr. Oilers | WHL             | 50  | 16  | 42  | 58  | 80  | 15 | 1  | 2  | 3  | 17 |
| 1984–1985       | Kamloops Blazers    | WHL             | 60  | 29  | 50  | 79  | 95  | 15 | 8  | 8  | 26 | 28 |
| 1985–1986       | Kamloops Blazers    | WHL             | 69  | 58  | 115 | 173 | 171 | 16 | 18 | 28 | 46 | 14 |
| 1986–1987       | Kamloops Blazers    | WHL             | 63  | 76  | 136 | 212 | 101 | 5  | 6  | 5  | 11 | 6  |
| 1987–1988       | Pittsburgh Penguins | NHL             | 51  | 24  | 20  | 44  | 56  | —  | —  | —  | —  | —  |
| 1988–1989       | Pittsburgh Penguins | NHL             | 68  | 49  | 66  | 115 | 118 | 11 | 5  | 3  | 8  | 22 |
| 1989–1990       | Pittsburgh Penguins | NHL             | 80  | 33  | 47  | 80  | 102 | —  | —  | —  | —  | —  |
| 1990–1991       | Pittsburgh Penguins | NHL             | 25  | 6   | 10  | 16  | 31  | —  | —  | —  | —  | —  |
| 1990–1991       | Hartford Whalers    | NHL             | 44  | 18  | 24  | 42  | 101 | 5  | 1  | 0  | 1  | 7  |
| 1991–1992       | Hartford Whalers    | NHL             | 42  | 16  | 15  | 31  | 39  | —  | —  | —  | —  | —  |
| 1991–1992       | Chicago Blackhawks  | NHL             | 25  | 5   | 11  | 16  | 34  | 8  | 2  | 4  | 6  | 4  |
| 1992–1993       | Indianapolis Ice    | IHL             | 19  | 14  | 19  | 33  | 32  | 2  | 0  | 1  | 1  | 2  |
| 1992–1993       | Chicago Blackhawks  | NHL             | 15  | 1   | 6   | 7   | 33  | —  | —  | —  | —  | —  |
| 1993–1994       | Kalamazoo Wings     | IHL             | 79  | 42  | 113 | 155 | 188 | 5  | 1  | 3  | 4  | 6  |
| 1993–1994       | Dallas Stars        | NHL             | 1   | 0   | 0   | 0   | 0   | —  | —  | —  | —  | —  |
| 1994–1995       | Phoenix Roadrunners | IHL             | 69  | 34  | 73  | 107 | 135 | 9  | 4  | 12 | 16 | 0  |
| 1994–1995       | Los Angeles Kings   | NHL             | 2   | 0   | 0   | 0   | 0   | —  | —  | —  | —  | —  |
| 1995–1996       | Chicago Wolves      | IHL             | 79  | 52  | 91  | 143 | 100 | 9  | 4  | 11 | 15 | 6  |
| 1996–1997       | Chicago Wolves      | IHL             | 76  | 37  | 80  | 117 | 98  | 4  | 2  | 4  | 6  | 16 |
| 1997–1998       | Pittsburgh Penguins | NHL             | 82  | 15  | 25  | 40  | 59  | 6  | 1  | 0  | 1  | 4  |
| 1998–1999       | Pittsburgh Penguins | NHL             | 58  | 13  | 11  | 24  | 16  | 13 | 2  | 5  | 7  | 8  |
| 1999–2000       | Pittsburgh Penguins | NHL             | 50  | 10  | 13  | 23  | 10  | 11 | 1  | 2  | 3  | 0  |
| 2000–2001       | Chicago Wolves      | IHL             | 75  | 24  | 53  | 77  | 99  | 16 | 4  | 13 | 17 | 26 |
| 2001–2002       | Chicago Wolves      | AHL             | 80  | 29  | 54  | 83  | 103 | 25 | 7  | 26 | 33 | 34 |
| 2002–2003       | Chicago Wolves      | AHL             | 59  | 15  | 48  | 63  | 83  | 9  | 1  | 6  | 7  | 6  |
| NHL Összesített | NHL Összesített     | NHL Összesített | 543 | 190 | 248 | 438 | 599 | 54 | 12 | 14 | 26 | 45 |
| AHL Összesített | AHL Összesített     | AHL Összesített | 139 | 44  | 102 | 146 | 186 | 34 | 8  | 32 | 40 | 40 |
| IHL Összesített | IHL Összesített     | IHL Összesített | 397 | 203 | 429 | 632 | 652 | 45 | 15 | 44 | 59 | 56 |
| WHL Összesített | WHL Összesített     | WHL Összesített | 242 | 179 | 343 | 522 | 447 | 51 | 33 | 43 | 76 | 75 |

## Sikerei, díjai
- Bob Clarke-trófea: 1986, 1987
- WHL Plus-Minus Award: 1987
- WHL Nyugat Első All-Star Csapat: 1986, 1987
- Four Broncos-emlékkupa: 1986, 1987
- Az Év Játékosa (CHL) díj: 1987
- IHL Első All-Star Csapat: 1994, 1996, 1997
- Leo P. Lamoureux-emlékkupa: 1994, 1996, 1997
- James Gatschene-emlékkupa:1994
- IHL Második All-Star Csapat 1995
- NHL All-Star Gála: 1989
- Calder-kupa: 2002